# Межа похибки
Межею похибки є статистика, що виражає кількість випадкової помилки вибірки в результатах обстеження. Вона стверджує правдоподібність (не впевненість), що результат від зразка близький до числа можна було б отримати, якщо все населення було б опитано. Імовірність того, що результат є «в межах допустимої похибки» сама по собі ймовірність, зазвичай 95 %, хоча інші значення іноді використовуються. Чим більше похибка, тим менше довіри потрібно мати, які результати опитування близькі до дійсних цифр; тобто цифри для всього населення. Межа похибки застосовується щоразу, коли популяція неповністю опитується.
Межа похибки часто використовується в контекстах без для вказівки помилок після спостережень в звітах вимірюваних величин. В астрономії, наприклад, конвенцією є звіт про похибки, як, наприклад, 4.2421 (16) світлових років (відстань до Проксіма Центавра), причому число в дужках вказує на очікуваний діапазон значень в узгоджуванні з попередніми цифрами; в цьому випадку, 4,2421 (16) еквівалентно 4.2421 ± 0,0016. Останнє позначення, з «±», частіше спостерігаються в більшості інших наукових і інженерних областях.

## Пояснення
Межа похибки зазвичай визначається як «радіус» (або половина ширини) довірчого інтервалу для конкретної статистики обстеження. Одним із прикладів є відсоток людей, які воліють продукт А в порівнянні з продуктом B. Коли один, межа похибки повідомляється для обстеження, це відноситься до максимально допустимої похибки для всіх зареєстрованих відсотків, використовуючи повну вибірку з опитування. Якщо статистика в процентах, то максимальна межа похибки може бути розрахована як радіус довірчого інтервалу для відсотку від 50 %.
Похибка була описана як «абсолютна» кількість, рівна довірчому інтервалу радіусу для статистики. Наприклад, якщо справжнє значення становить 50 процентів, а статистика має радіус 5 процентних пунктів довірчого інтервалу, то ми говоримо, що похибка становить 5 процентних пунктів. Як інший приклад, якщо справжнє значення становить 50 осіб, а статистика має довірчий інтервал радіусу 5, то ми могли б сказати, що похибка становить 5.
У деяких випадках похибка не виражається як «абсолютна» кількість; скоріше це виражається як «відносна» кількість. Наприклад, припустимо, що справжнє значення становить 50 осіб, а статистика має довірчий інтервал радіусу 5 осіб. Якщо ми використовуємо «абсолютне» визначення, похибка буде 5 чоловік. Якщо ми використовуємо «відносне» визначення, то ми висловлюємо цю абсолютну похибку у відсотках від істинного значення. Так що в цьому випадку абсолютна похибка становить 5 чоловік, але «відсоток відносної» похибки становить 10 % (тому що 5 чоловік- десять відсотків з 50 осіб). Часто, однак, ця відмінність не явно зроблена, але, як правило, очевидно з контексту.
Як і довірчі інтервали, похибка може бути визначена для будь-якого бажаного рівня довіри, але, як правило, вибирають рівень 90 %, 95 % або 99 % (зазвичай 95 %). Цей рівень є відсотком опитування, якщо вони проводяться повторно з тим же дизайном і процедурами, чия похибка близько до звітного відсотку буде включати «істинний» відсоток. Поряд з рівнем достовірності, план вибірки для обстеження, і зокрема його розмір вибірки, визначає величину допустимої похибки. Більший розмір вибірки дає меншу похибку, все інше інші рівні.
Якщо використовуються точні довірчі інтервали, то похибка враховується як помилка вибірки і помилка реєстрації. Якщо наближений довірчий інтервал використовується (наприклад, припускаючи, що розподіл є нормальним, а потім моделювати довірчий інтервал відповідно), то похибка може приймати тільки випадкову помилку вибірки до уваги. Він не уявляє інших потенційних джерел помилок або похибок, таких як непредставницьким вибірки-дизайну, погано сформульовані питання, люди брешуть, або відмовляються відповідати, винятком є люди, з якими не змогли зв'язатися.

## Ідея
Приклад з президентської кампанії США 2004 буде використовуватися для ілюстрації концепції в цій статті. До 2 жовтня 2004 року по опитуванням Newsweek, 47 % зареєстрованих виборців проголосували б за Джона Керрі / Джон Едвардс, якщо б вибори були проведені в той же день, 45 % проголосували б за Джорджа Буша / Діка Чейні, і 2 % проголосували б за Ralph Nader / Peter Камехо. Розмір зразка становить 1 013. Якщо не вказано інше, то в цій статті використовується рівень достовірності 95 %.

### Основна ідея
Теорія вибірки передбачає способи обчислення ймовірності того, що результати опитування не відповідають реальності більш ніж на певну кількість, просто через випадковість; наприклад, що опитування повідомляє, що  47 % за Керрі, але його підтримка насправді вище, ніж 50 %, або на навпаки 44 %. Ця теорія і деякі Байесови припущення дозволяють припустити, що «справжній» відсоток, ймовірно, буде досить близько до 47 %. Чим більше людей, які оцифровуються, тим більш впевненим може бути опитувач, що «справжній» відсоток близький до спостережуваного відсотка. Похибка є мірою того, наскільки близькими будуть результати.
Проте, похибка становить лише випадкову помилку вибірки, так що закривати очі на систематичні помилки, які можуть бути введені шляхом взаємодії між обстеженнями і суб'єктів пам'яті, мотивації, комунікації та знання.

### Розрахунки, які передбачають випадкову вибірку
У цьому розділі ми коротко розглянемо стандартну помилку в відсотках, відповідного довірчого інтервалу, і з'єднаємо ці два поняття в межах похибки. Для простоти обчислення тут припускаємо, що опитування було засновано на простій випадковій вибірці з великого населення.
Стандартна помилка повідомлених часток або відсоток р вимірює його точність, і являє собою розрахункове стандартне відхилення цього відсотка. Вона може бути оцінена тільки з р і обсягу вибірки, n, якщо n мале по відношенню до чисельності населення, використовуємо таку формулу:
{\displaystyle StandartError\approx {\sqrt {\frac {p(1-p)}{n}}}}
Коли проба не проста випадкова вибірка з великого населення, стандартна помилка і довірчий інтервал повинні бути оцінений за допомогою більш складних обчислень. Лінеаризація і передискретизація широко використовують методи для даних зі складних конструкцій зразків.
Зверніть увагу, що не є обов'язковим суворе з'єднання між істинним довірчого інтервалу. Істинний інтервал р-відсотковий довірчий інтервал [а, b], який містить р відсотків розподілу, і де (100 — р) / 2 відсотка розподілу лежить нижче, і (100 — р) / 2 відсотка від розподілу лежить вище b. Справжня стандартна помилка статистики — квадратний корінь істинної дисперсії вибірки статистики. Ці двоє не можуть бути безпосередньо пов'язані між собою, хоча в цілому, для великих розподілів, які виглядають як нормальні криві мають прямий зв'язок.
В опитуванні Newsweek, рівень підтримки Керрі  р = 0,47 і n = 1,013. Стандартна помилка (0,016 або 1,6 %) дає відчуття точності відсотка Керрі (47 %). Стандартна помилка Баєсівської інтерпретації в тому, що, хоча ми не знаємо, «істинний» відсоток, то досить імовірно, що він буде знаходитися в межах двох стандартних помилок  (47 %). Стандартна помилка може бути використана для створення довірчого інтервалу, протягом якого «істинний» відсоток повинен бути певним рівнем довіри.
За оцінками, відсоток плюс або мінус його похибка становить довірчий інтервал для відсотка. Іншими словами, похибка становить половину ширини довірчого інтервалу. Вона може бути розрахована як кратне стандартної помилки, причому коефіцієнт в залежності від рівня довіри бажаного; запас однієї стандартної помилки дає 68 % довірчого інтервалу, в той час як оцінка плюс або мінус 1,96 стандартної помилки є 95 % довірчого інтервалу, і  при 99 % довірчий інтервал 2,58 запускає стандартні помилки по обидві сторони від оцінки.

## Визначення
Межа похибки для конкретного статистичного інтересу, як правило, визначається як радіус (або половину ширини) довірчого інтервалу для цієї статистики. Термін також може бути використаний для позначення помилки вибірки в цілому. У звітах про ЗМІ показали результати опитування, цей термін зазвичай відноситься до максимально допустимої похибки для будь-якого відсотка від цього опитування.